# Palu
Palu fou una ciutat i regió a la regió al nord de Suhma, i de la qual fou capital la ciutat. La regió apareix també anomenada Txbetèria deixant el nom Palu per la ciutat, no obstant anomenada per urartians i assiris Palu indiferentment tant per la regió com la ciutat.